# Émetteur de Burghead
L’émetteur de Burghead  est une installation de transmission (référence de grille NJ125685) pour grandes ondes et ondes moyennes établie en 1936 en Écosse à Burghead, dans le Moray. Il appartient depuis 2005 à l'entreprise de télécommunications Arqiva (en). Il compte un émetteur grandes ondes de la BBC sur la fréquence de 198 kilohertz et deux émetteurs ondes moyennes sur 693 et 810 kilohertz. L'émetteur de la BBC forme avec l'émetteur de Droitwich et l'émetteur de Westerglen (en) un réseau sur la même fréquence (198 kilohertz).
Les trois mâts de transmission sont de section triangulaire et isolés de la terre. Le grand mât du nord fait 153,6 m, celui du sud fait 154,2 m et le troisième est nettement plus petit. Un des grands mâts est utilisé pour les transmissions en ondes moyennes et l'autre pour les grandes ondes. Le troisième est une antenne de secours.